# 41. National Hockey League All-Star Game
Das 41. National Hockey League All-Star Game wurde am 21. Januar 1990 in Pittsburgh ausgetragen. Das Spiel fand in der Civic Arena, der Spielstätte des Gastgebers Pittsburgh Penguins statt. Die All-Stars der Prince of Wales Conference schlugen die der Campbell Conference klar mit 12:7. Das Spiel sahen 17.503 Zuschauer. Mario Lemieux von den Pittsburgh Penguins wurde zum MVP gekürt.

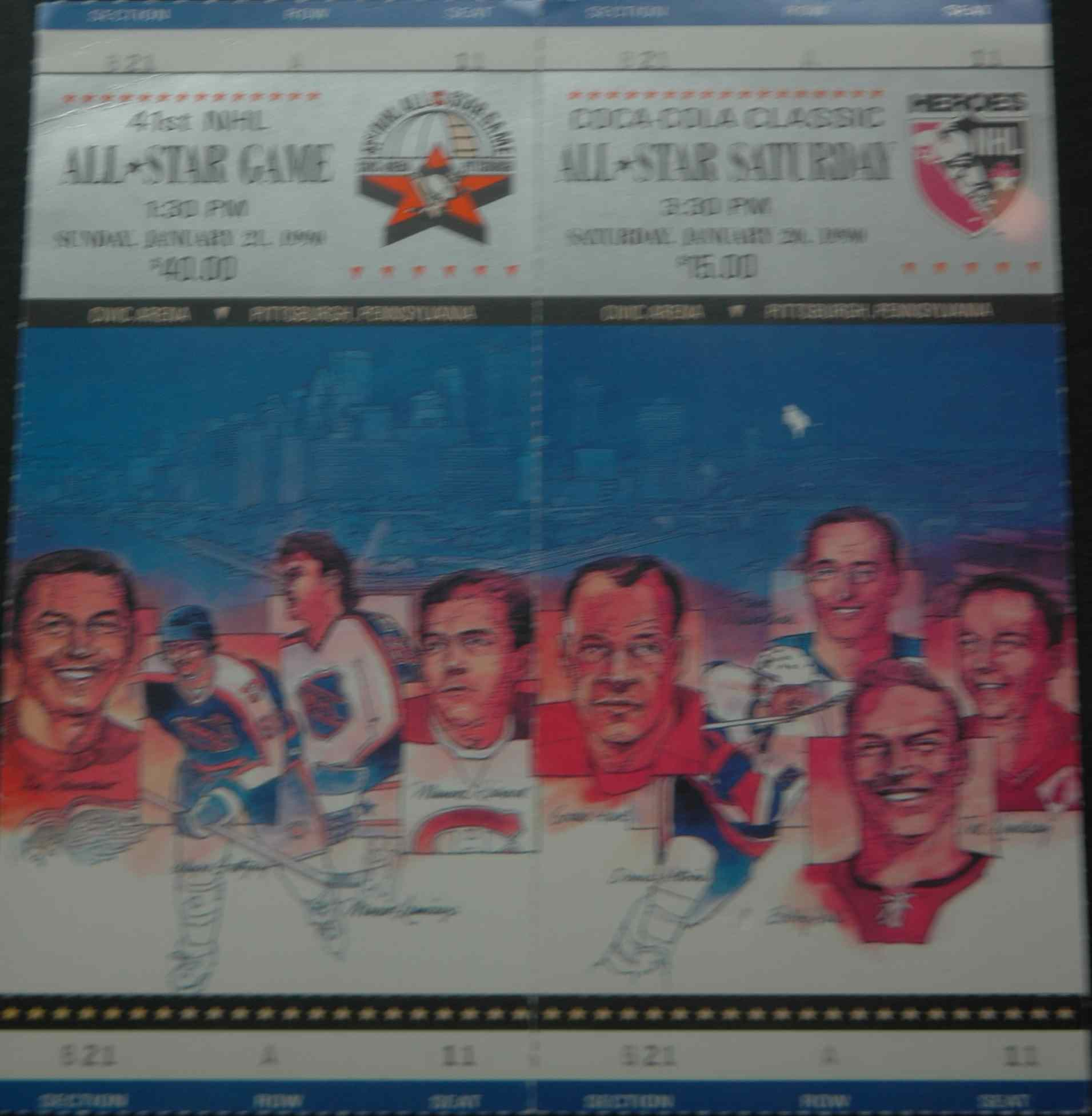
Eintrittskartenset zum NHL All-Star Wochenende 1990

## Gastgeber
Eigentlich waren die Montréal Canadiens als Gastgeber für das 41. All-Star-Game vorgesehen. Da jedoch Québec mit dem Rendez-vous ’87 neue Maßstäbe gesetzt hatte, wollte man noch mit der eigenen Durchführung des All-Star-Games warten. Stattdessen bekam Pittsburgh den Zuschlag, das eigentlich noch bis 1993 hätte warten müssen. 

## Neuheiten
Die Ligaleitung führte bei der 41. Ausgabe einige entscheidende Neuerungen ein. So fand das Spiel nicht mehr wie zuvor an einem Dienstagabend, sondern an einem Sonntagnachmittag statt, damit das ganze Land das Spiel live verfolgen konnte. Des Weiteren führte man ein Heroes of Hockey-Spiel ein, indem frühere NHL-Spieler in zwei Abschnitten gegeneinander antreten sollten. Die Organisatoren führten ebenso die All-Star Skills Competition ein, in der die NHL All-Stars gegeneinander antraten, um ihre individuellen Fähigkeiten untereinander vergleichen zu können. Erstmals wurde somit ein All-Star-Wochenende durchgeführt. Um das ganze für die TV-Zuschauer noch interessanter zu machen, wurden zahlreiche Offizielle, die Schiedsrichter und die Trainer beider Mannschaften mit Mikrofonen ausgestattet. In den Spielunterbrechungen durften die Fernsehsender kurze Interviews mit den Spielern durchführen, was vor allem die Mitarbeiter von Hockey Night in Canada verärgerte, die dies ohne Erfolg in den Jahren zuvor etablieren wollten.

## Heroes of Hockey
Zum ersten und einzigen Mal traten die besten ehemaligen Spieler beider Conferences gegeneinander an. Ab dem folgenden All-Star-Game spielten immer die besten Ex-Spieler des Gastgebers gegen die Besten des Rests.
Gordie Howe, der dies schon vier Jahre früher einführen wollte, aber von der Liga daran gehindert wurde, boykottierte das Spiel ebenso wie einige andere ehemalige Größen der Liga.

## Super Skills Competition
Die einzelnen Gewinner:
- Schussgenauigkeit: Ray Bourque (Boston Bruins) – 4 Tore (7 Schüsse)
- Schusskraft: Al Iafrate (Toronto Maple Leafs) – 96,0 mph
- Bester Torhüter: Kirk McLean (Vancouver Canucks) – 4 Gegentore (27 Schüsse)

## Mannschaften
| #           | Land               | Spieler         | Pos.          | Team                |
| Torhüter    |                    |                 |               |                     |
| 31          | Kanada             | Daren Puppa     | Daren Puppa   | Buffalo Sabres      |
| 33          | Kanada             | Patrick Roy     | Patrick Roy   | Montréal Canadiens  |
| Verteidiger |                    |                 |               |                     |
| 2           | Vereinigte Staaten | Brian Leetch    | Brian Leetch  | New York Rangers    |
| 4           | Vereinigte Staaten | Kevin Hatcher   | Kevin Hatcher | Washington Capitals |
| 6           | Vereinigte Staaten | Phil Housley    | Phil Housley  | Buffalo Sabres      |
| 7           | Kanada             | Paul Coffey     | Paul Coffey   | Pittsburgh Penguins |
| 24          | Vereinigte Staaten | Chris Chelios   | Chris Chelios | Montréal Canadiens  |
| 77          | Kanada             | Ray Bourque     | Ray Bourque   | Boston Bruins       |
| Angreifer   |                    |                 |               |                     |
| 8           | Kanada             | Cam Neely       | RW            | Boston Bruins       |
| 9           | Kanada             | Kirk Muller     | C             | New Jersey Devils   |
| 10          | Kanada             | Ron Francis     | C             | Hartford Whalers    |
| 16          | Vereinigte Staaten | Pat LaFontaine  | C             | New York Islanders  |
| 17          | Kanada             | Pierre Turgeon  | C             | Buffalo Sabres      |
| 19          | Kanada             | Joe Sakic       | C             | Québec Nordiques    |
| 22          | Kanada             | Rick Tocchet    | RW            | Philadelphia Flyers |
| 25          | Kanada             | Dave Andreychuk | LW            | Buffalo Sabres      |
| 26          | Kanada             | Brian Propp     | RW            | Philadelphia Flyers |
| 27          | Kanada             | Shayne Corson   | LW            | Montréal Canadiens  |
| 44          | Kanada             | Stéphane Richer | RW            | Montréal Canadiens  |
| 66          | Kanada             | Mario Lemieux   | C             | Pittsburgh Penguins |

| #           | Land               | Spieler         | Pos.           | Team                  |
| Torhüter    |                    |                 |                |                       |
| 1           | Kanada             | Kirk McLean     | Kirk McLean    | Vancouver Canucks     |
| 30          | Kanada             | Mike Vernon     | Mike Vernon    | Calgary Flames        |
| Verteidiger |                    |                 |                |                       |
| 2           | Kanada             | Al MacInnis     | Al MacInnis    | Calgary Flames        |
| 4           | Kanada             | Kevin Lowe      | Kevin Lowe     | Edmonton Oilers       |
| 14          | Kanada             | Paul Cavallini  | Paul Cavallini | St. Louis Blues       |
| 24          | Kanada             | Doug Wilson     | Doug Wilson    | Chicago Blackhawks    |
| 28          | Kanada             | Steve Duchesne  | Steve Duchesne | Los Angeles Kings     |
| 33          | Vereinigte Staaten | Al Iafrate      | Al Iafrate     | Toronto Maple Leafs   |
| Angreifer   |                    |                 |                |                       |
| 7           | Vereinigte Staaten | Joe Mullen      | RW             | Calgary Flames        |
| 9           | Kanada             | Bernie Nicholls | C              | Los Angeles Kings     |
| 11          | Kanada             | Mark Messier    | C              | Edmonton Oilers       |
| 12          | Kanada             | Mike Gartner    | RW             | Minnesota North Stars |
| 16          | Vereinigte Staaten | Brett Hull      | RW             | St. Louis Blues       |
| 17          | Finnland           | Jari Kurri      | RW             | Edmonton Oilers       |
| 19          | Kanada             | Steve Yzerman   | C              | Detroit Red Wings     |
| 20          | Kanada             | Luc Robitaille  | LW             | Los Angeles Kings     |
| 25          | Kanada             | Doug Smail      | LW             | Winnipeg Jets         |
| 26          | Kanada             | Joe Nieuwendyk  | C              | Calgary Flames        |
| 27          | Kanada             | Steve Larmer    | RW             | Chicago Blackhawks    |
| 99          | Kanada             | Wayne Gretzky   | C              | Los Angeles Kings     |

Ebenfalls wurden Denis Savard (Montréal Canadiens) und Thomas Steen (Winnipeg Jets) für das Spiel nominiert. Beide nahmen aber nicht daran teil.

## Spielverlauf

### Wales Conference All-Stars 12 – 7 Campbell Conference All-Stars
All Star Game MVP: Mario Lemieux (4 Tore)
| Team       | Zeit  | Stand | Torschütze      | Vorlagengeber   | Vorlagengeber   |
| 1. Drittel |       |       |                 |                 |                 |
|            | 0:21  | 1–0   | Mario Lemieux   | Brian Propp     | Cam Neely       |
|            | 5:13  | 2–0   | Dave Andreychuk |                 |                 |
|            | 9:22  | 3–0   | Pierre Turgeon  | Ron Francis     |                 |
|            | 11:01 | 3–1   | Mark Messier    | Brett Hull      | Doug Smail      |
|            | 13:00 | 4–1   | Mario Lemieux   | Phil Housley    |                 |
|            | 14:31 | 4–2   | Steve Yzerman   |                 |                 |
|            | 16:55 | 5–2   | Rick Tocchet    | Ray Bourque     | Kirk Muller     |
|            | 17:37 | 6–2   | Mario Lemieux   | Paul Coffey     |                 |
|            | 18:52 | 7–2   | Pierre Turgeon  | Ron Francis     | Dave Andreychuk |
| 2. Drittel |       |       |                 |                 |                 |
|            | 28:47 | 8–2   | Kirk Muller     | Paul Coffey     | Joe Sakic       |
|            | 29:03 | 8–3   | Al MacInnis     | Kevin Lowe      |                 |
|            | 33:00 | 8–4   | Joe Mullen      | Bernie Nicholls |                 |
|            | 36:43 | 9–4   | Shayne Corson   | Pat LaFontaine  |                 |
| 3. Drittel |       |       |                 |                 |                 |
|            | 41:07 | 10–4  | Mario Lemieux   | Cam Neely       |                 |
|            | 51:20 | 11–4  | Cam Neely       | Joe Sakic       | Kevin Hatcher   |
|            | 55:09 | 11–5  | Luc Robitaille  | Steve Yzerman   | Brett Hull      |
|            | 56:11 | 11–6  | Luc Robitaille  | Brett Hull      | Steve Yzerman   |
|            | 57:50 | 12–6  | Kirk Muller     | Rick Tocchet    |                 |
|            | 59:35 | 12–7  | Doug Smail      | Joe Mullen      | Joe Nieuwendyk  |

Schiedsrichter: Kerry Fraser 

Linienrichter: Bob Hodges, Dan McCourt 

Zuschauer: 17.503

### Rekorde
In diesem Spiel wurden gleich mehrere All-Star-Rekorde gebrochen. Es war das All-Star-Game mit den meisten Toren insgesamt (19), den meisten Toren einer Mannschaft (12) und den meisten Toren in einem Drittel (9). Zudem erzielte Mario Lemieux, der auch zum wertvollsten Spieler ernannt wurde, vier Tore. Er war erst der zweite Spieler im 41. Match, dem dies als All-Star gelang.